# مدرسة بيت تسفي للفنون المسرحية
مدرسة بيت تسفي للفنون المسرحية (بالعبرية: בית צבי – בית הספר לאמנויות הבמה)، ويختصر بيت تسفي (בית צבי)، هي مدرسة تعليمية للتمثيل والفنون الاستعراضية، تأسست سنة 1950، وتقع مقرها في مستوطنة رمات غان التابعة لمنطقة تل أبيب بدولة إسرائيل.